# Love Letters (альбом Джули Лондон)
Love Letters — студийный альбом американской певицы Джули Лондон, выпущенный в 1962 году на лейбле Liberty Records. Продюсером альбома выступил Снафф Гарретт.
Песня «Come On-a My House» была записана в октябре 1958 года, остальные песни были записаны в марте 1962 года.

## Отзывы критиков
В своей рецензии для AllMusic Ник Дедина отметил, что Love Letters — неплохой альбом, но скучный, со скучными оркестровками и бессвязным списком песен.

## Список композиций
| №  | Название                       | Автор(ы)                                 | Длительность |
| -- | ------------------------------ | ---------------------------------------- | ------------ |
| 1. | «Love Letters»                 | Виктор Янг, Эдвард Хейман                | 2:51         |
| 2. | «The Second Time Around»       | Джимми Ван Хьюзен, Сэмми Кан             | 3:01         |
| 3. | «I Loves You, Porgy»           | Джордж Гершвин, Айра Гершвин             | 2:40         |
| 4. | «What a Diff’rence a Day Made» | Мария Гревер, Стэнли Адамс               | 2:03         |
| 5. | «Never On Sunday»              | Манос Хадзидакис, Билли Таун             | 2:21         |
| 6. | «I Miss You So»                | Джимми Хендерсон, Сид Робин, Берта Скотт | 2:36         |

| №                   | Название                | Автор(ы)                                           | Длительность |
| ------------------- | ----------------------- | -------------------------------------------------- | ------------ |
| 1.                  | «All the Way»           | Джимми Ван Хьюзен, Сэмми Кан                       | 2:32         |
| 2.                  | «Come On-a My House»    | Росс Багдасарян, Уильям Сароян                     | 2:36         |
| 3.                  | «Hey There»             | Ричард Адлер, Джерри Росс                          | 2:07         |
| 4.                  | «And That Reminds Me»   | Камилло Барджони, Эл Стиллман                      | 2:18         |
| 5.                  | «Fascination»           | Фермо Данте Маркетти, Морис де Фероди, Дик Мэннинг | 1:57         |
| 6.                  | «Broken Hearted Melody» | Шерман Эдвардс, Хэл Дэвид                          | 2:16         |
| Общая длительность: | Общая длительность:     | Общая длительность:                                | 29:49        |